# DVP
DVP (от англ. Delivery Versus Payment) — порядок расчётов по биржевым и внебиржевым сделкам.
Используется также русскоязычный вариант сокращения — ППП (поставка против платежа).
Подразумевает одновременные расчёты между сторонами сделок по денежным средствам и ценным бумагам.
Данный принцип позволяет обеим сторонам сделки избежать риска кредитования контрагента. Именно поэтому ППП давно является стандартом на фондовых рынках всех развитых стран. Факт использования ППП участником рынка свидетельствует о том, что компания внимательно относится к управлению собственными рисками и имеет возможность не брать на себя риски других участников.